# The Alan Lomax Collection
Pour les articles homonymes, voir Lomax.
The Alan Lomax Collection est un travail de long terme lancé par l'éditeur discographique Rounder Records dans les années 1980 et visant à publier le plus exhaustivement possible les enregistrements effectués ou publiés par le musicologue américain Alan Lomax au cours de sa longue carrière de collectage et de pratique musicale, commencée en 1933 aux côtés de son père, John Lomax et qui se poursuivit sur plus de six décennies, jusqu'au moment où, en 1996, une attaque cérébrale l'obligea à cesser ses activités de terrain. À ses travaux se sont ajoutées certaines collectes ou éditions faites par son père.

## Présentation
La collection est formée par plusieurs sources :
- Les travaux effectués par John et Alan Lomax pour la Bibliothèque du Congrès comme collecteurs ou éditeurs, de 1933 à 1947 ;
- Les collectes faites par ailleurs par Alan Lomax, pour l'essentiel de 1947 à 1985 ;
- Certains travaux de Lomax comme producteur, à partir de 1939, notamment avec Huddy Ledbetter, Woody Guthrie, Sonny Boy Williamson, Big Bill Broonzy, etc.
- Ses travaux d'éditeur discographique de collections de musique populaire dans les années 1940 à 1970 ;
- Ses travaux propres comme auteur, compositeur et interprète, dans les années 1930 à 1960.

Si pour l'essentiel la collection concerne le travail propre d'Alan Lomax, outre l'ajout de travaux de son père on trouve dans cette vaste collection des collectes et des productions dues à d'autres musicologues et dont il fut l'éditeur à la Bibliothèque du Congrès d'abord, puis pour plusieurs labels discographiques. La collection compte une douzaine de séries et près de deux cent disques, sinon que certains volumes sont actuellement indisponibles, et elle constitue probablement le plus vaste projet discographique cohérent consacré à une même personne.
L'éditeur présente ainsi cette collection :
« La Alan Lomax Collection est une collection unique en son genre d'enregistrements de terrain, sans égal à la fois par la qualité sonore et le choix des interprètes et des morceaux, qui recueille le travail du plus éminent folkloriste du XXe siècle, Alan Lomax ».
Au-delà de l'emphase prévisible, cette présentation rend bien compte, à la fois du projet et de son importance : du fait de la grande durée de son activité comme collecteur, interprète, producteur, éditeur phonographique et directeur de collection, qui se déroula sur près de soixante-dix ans (1933-2002) et, de manière très active, sur plus de soixante ans (1935-1996), Alan Lomax apparaît bien comme une figure éminente parmi les musicologues et folkloristes de son siècle, et son travail un des plus importants fonds d'œuvres publiées par une seule personne. Et si ce ne fut pas « sans égal », la qualité sonore de ses enregistrements est réelle, car lui et son père s'attachèrent toujours à disposer du matériel d'enregistrement le plus fiable du moment. Les Lomax furent les premiers collecteurs à disposer d'une unité mobile d'enregistrement électrique, dès 1933, et Alan Lomax fut parmi les premiers utilisateurs de magnétophones dès la fin des années 1940.